# Храм-памятник Рождества Христова
Храм-памятник Рождества Христова (болг. Храм-паметник Рождество Христово; называемый ещё Шипкинский монастырь) — первый памятник болгаро-русской дружбе, на территории Болгарии. Находится на южной стороне Шипкинского перевала, в окрестности города Шипка.
Внутри храма и на стенах открытых галерей установлены 34 мраморные плиты с названиями войсковых частей, участвовавших в боях за Шипку, а также именами русских солдатов и офицеров, и болгарских ополченцев, павших при обороны Шипки и в боях у городов Казанлык и Стара-Загора. В саркофагах в крипте храма покоятся останки героев. Колокола отлиты в России — на их производство российское военное ведомство выделило около 30 тонн стреляных гильз. Самый большой колокол весит 11 643 кг и является личным подарком императора Николая II.

## История
Идея храма, его замысел принадлежит Ольге Николаевне Скобелевой, матери прославленного генерала Скобелева. Замысел стал всенародным делом, средства на его реализацию стекались от гражданских и военных организаций, многочисленных жертвователей, обыкновенных граждан России и Болгарии. Комитет по строительству возглавил граф Николай Павлович Игнатьев. Воля дарителей — храм создан для молитвенного поминовения воинов-освободителей, поэтому, как и собор блгв. кн. Александра Невского в Софии, он получил наименование «храма-памятника».
Строительство по проекту архитектора А. О. Томишко началось в 1885 году. В состав комитета входили П. А. Васильчиков, В. П. Мелницки, принц Алексей Николаевич Церетелев, князь Евгений Максимилианович Лихтенберский и другие.

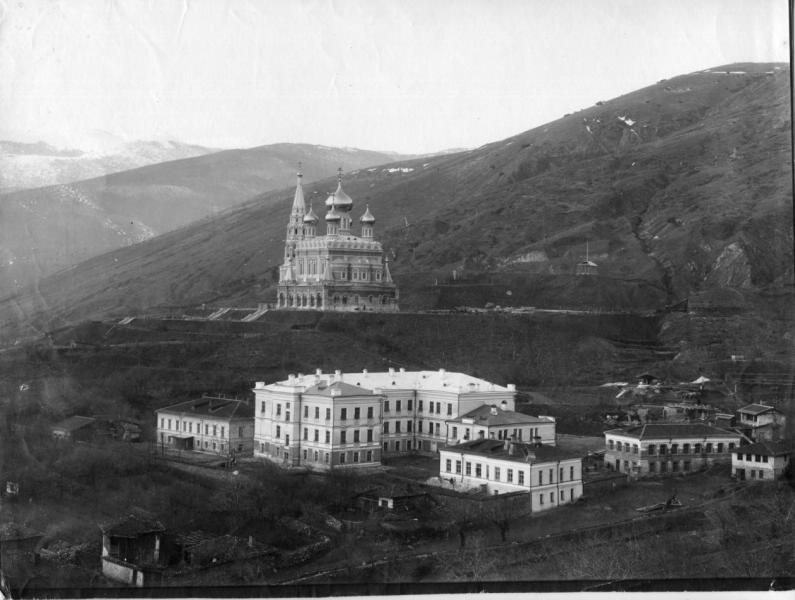
Храм-памятник Рождества Христова. Фото 1903 г.

Строительство завершилось в 1902 году. Комплекс храма-памятника состоял из церкви, монастырского корпуса, гостиницы для паломников, приюта и духовной семинарии. Храм крестокупольный, с квадратным наосом и тремя апсидами. Его облик навеян мотивами ярославской школы церковной архитектуры XVII века.
Официальная церемония открытия состоялась 27 сентября 1902 года, граф Николай Игнатьев произнёс торжественную речь, по случаю 25-й годовщины шипкинской эпопеи. Специально для этого случая из России прибыла имперская делегация, в состав которой входили Михаил Иванович Драгомиров, Николай Григорьевич Столетов, Константин Чиляев, граф Михаил Павлович Толстой и другие. В крипте храма установили 17 надгробий с останками погибших русских воинов. Семинария так и не открылась по церковно-политическим причинам.
Храм имел статус монастыря и подчинялся непосредственно Российскому Святейшему Синоду, причт присылали из Троице-Сергиевой Лавры.
Настоятелями храма были иеромонах Геннадий (1902-04), иеромонах Ферапонт (1904-14) и иеромонах Максим (1914-15). После 1915 г., когда Болгария объявила войну России, иеромонах Максим отбыл в Россию, а храм и его имущество охраняли два послушника, прибывшие из Троице-Сергиевой лавры ещё до войны, — Николай Чернов и Павел Щеткин. 8 февраля 1917 г. они были неожиданно интернированы болгарскими властями, а сам храм и прилегавшие к нему здания захвачены. Когда 6 ноября 1918 г. Н. Чернов и П. Щеткин были освобождены и вернулись к служению, то нашли храм и его имущество разграбленным.
26 октября 1921 г. в храм впервые после Первой мировой войны был назначен настоятель — о. Антоний (Троепольский), и в храме по воскресным и праздничным дням возобновились службы. Начиная с 1924 г. на службу в храм назначались различные священнослужители без права занимать должность настоятеля, а административное управление храмом осуществлял Комитет по делам русских беженцев в Болгарии, назначавший управляющими светских лиц. В зданиях, примыкающих к храму, с 1923 г. действовал Приют для увечных и хроников Российского Общества Красного Креста, а с 1928 г. — Шипкинский инвалидный дом Союза Русских Инвалидов в Болгарии (в 1942 г. объединены в Приют для инвалидов и больных иностранцев, с 1955 г. дом престарелых). В архиве Зарубежного Союза Русских Военных Инвалидов сохранилась серия фотографий панорамных видов Храма-Памятника, его внутреннего убранства на конец 20-х годов, а также групповые снимки обитателей приюта на начало 30-х годов.

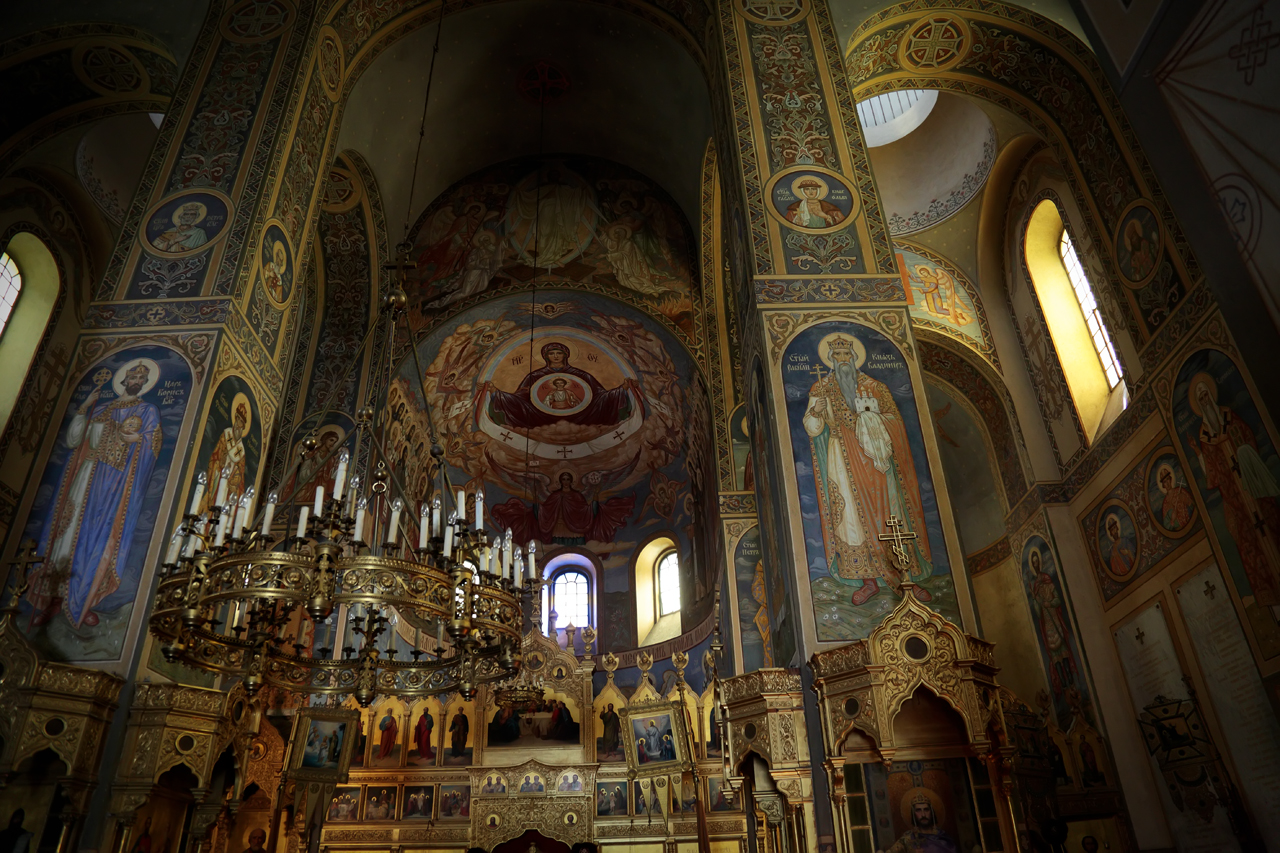
Храм-памятник Рождества Христова. Интерьер.

5 августа 1934 г. храм и прилегавшие к нему здания переданы СССР Болгарии. 30 октября 1945 г. храм передан в юрисдикцию Московского Патриархата. 1 января 1948 г. передан Военному министерству НРБ. Русское благочиние существовало до 10 ноября 1952 г., последний русский священник, о. Иосиф (Гордеев), служил до сентября 1968 г. В июле 1967 года храм передан Комитету по искусству и культуре НРБ. Наконец, 27 декабря 2004 года передан Болгарской Православной церкви.
Внутренняя роспись храма произведена в 1959 году при Патриархе Московском и всея Руси Алексии на средства Московской Патриархии художником Н. Е. Ростовцевым с коллективом художников. В 1970 году монастырь объявлен Болгарией историческим памятником культуры национального значения.
На территории Болгарии есть свыше 450 памятников, которые посвящены русским освободителям (так болгары называют всех участников русско-турецкой войны 1877—1878 годов), но этот считается самым красивым и впечатляющим.
3 марта 2003 года президент России Владимир Путин посетил храм вместе с болгарским президентом Георгием Пырвановым.

## Русское кладбище на Шипке
Недалеко от храма находится Русское кладбище на Шипке — недействующее кладбище генералов, офицеров и солдат Русской Императорской армии, оказавшихся после 1917 года в Болгарии и проживавших в приюте Российского Общества Красного Креста для увечных и престарелых воинов при Шипкинском монастыре. Кладбище возникло в начале 1920-х годов и существовало до 1936 г. К началу 2010-х пришло в запустение и практически полностью слилось с горным лесом.
20 июня 2013 года был создан инициативный комитет по возрождению кладбища, а 13 августа 2013 года в Болгарии была объявлена национальная кампания по восстановлению кладбища, разработан проект его мемориализации и обустройства.
27 февраля 2014 года рядом с храмом был открыт мраморный мемориальный знак в память всех погребенных на Русском кладбище в 1920—1970-х годах. В 2013-16 гг. территория кладбища была очищена волонтерами и стала доступной для посещения.
В 2016 г. в Москве издана книга «Русский некрополь на Шипке» (автор — потомок похороненного на местном кладбище офицера, белорусский писатель Вячеслав Бондаренко) — подробное описание истории русских инвалидных домов на Шипке и биографии 467 русских эмигрантов, похороненных в 1922-86 гг. на местных кладбищах.

## Настоятели
- иеромонах Геннадий (1902—1904)
- иеромонах Ферапонт (1904—1914)
- иеромонах Максим (1914—1915)
- о. Антоний (Троепольский) (1921—1922)
- о. Потапий (Лызлов) (1922 — ?)
- о. Николай (князь Ухтомский) (1930—1934)
- о. Кирилл (1936 — ?)
- о. Петр (Исаев) (1939 — ?)
- архимандрит Сергий (Чернов) (1946 — †2 мая 1961)